# Shūshin koyō
Shūshin koyō (終身雇用?) è uno dei principi fondamentali che stavano alla base del sistema lavorativo in Giappone, equiparabile al concetto di lavoro a tempo indeterminato in altri paesi. 

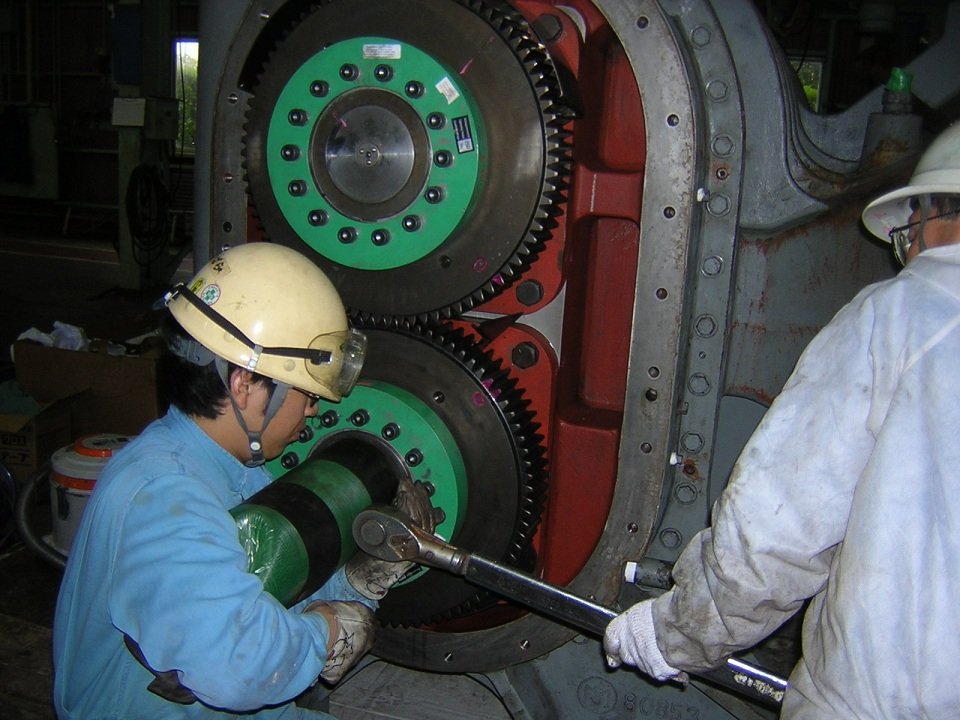
Lavoratori in Giappone

Tale pratica, molto comune nel periodo che va dalla prima guerra mondiale fino agli anni del boom economico, è caduta in disuso a seguito dell'amministrazione di Jun'ichirō Koizumi nei primi anni duemila.

## Storia
Il concetto dello shūshin koyō fu descritto per la prima volta dall'economista statunitense James Abegglen nel suo libro The Japanese factory: Aspects of its social organization (1958), venendo da allora presentato come uno dei tre principi fondamentali che stanno alla base del sistema lavorativo in Giappone, insieme a nenkō joretsu (年功序列? il sistema di carriera basata sull'anzianità di servizio) e kigyō kumiai (企業組合? secondo cui un sindacato aziendale cura gli interessi di tutti i dipendenti).
A differenza del concetto di lavoro a tempo indeterminato diffuso in altri paesi, dove il rapporto tra l'azienda e il lavoratore è circoscritto alle prestazioni lavorative, tale pratica dà al lavoratore giapponese la sensazione di fare parte di una "famiglia allargata", dove l'azienda si occupa delle esigenze dei suoi dipendenti sotto vari aspetti. Lo shūshin koyō implica che il lavoratore venga assunto subito dopo il conseguimento della laurea e rimanga nella stessa compagnia fino alla pensione, mentre la stessa compagnia si impegna a rispettare il suo contratto a prescindere dalle condizioni in cui versa. In questo modo nel dipendente si sviluppa un forte senso di fedeltà verso l'azienda, che in cambio offre la sicurezza del mantenimento del posto di lavoro.
Il significato e lo sviluppo storico di tale concetto sono fonte di dibattito tra gli studiosi. Pur venendo riconosciuto dai più come una pietra miliare della cultura aziendale del paese e un simbolo della sua coesione come società, per altri il suo effettivo impiego è circoscrivibile al periodo che va dalla prima guerra mondiale fino agli anni del boom economico, quando le maggiori compagnie giapponesi non avevano necessità di licenziare i propri dipendenti.
La pratica dello shūshin koyō ha resistito allo scoppio della bolla speculativa e alla conseguente crisi degli anni novanta ma, a seguito dell'amministrazione di Jun'ichirō Koizumi, questa è caduta ormai in disuso. Politiche economiche neoliberiste hanno comportato la privatizzazione di molte aziende, il licenziamento dei lavoratori più anziani e costosi, e l'aumento dei posti di lavoro a tempo parziale. A causa della lunga recessione e della crisi finanziaria del 2007-2010, molte aziende hanno interrotto la pratica dello shūshin koyō e hanno iniziato ad attuare licenziamenti di massa.
I licenziamenti su larga scala, tuttavia, rimangono legalmente limitati e rappresentano una sorta di tabù in Giappone. Molte grandi aziende come Sony, Panasonic, NEC e Toshiba fanno fronte a questa situazione garantendo programmi di pensionamento volontario e offrendo ai dipendenti non necessari mansioni speciali con responsabilità di lavoro minime, fino a quando non decidono di dimettersi. Nel 2013 il governo giapponese, guidato dal primo ministro Shinzō Abe, ha cominciato a esaminare la possibilità di allentare le restrizioni sui licenziamenti.